# Cardamine stenoloba
Cardamine stenoloba là một loài thực vật có hoa trong họ Cải. Loài này được Hemsl. mô tả khoa học đầu tiên năm 1892.